# Formación Cerro del Pueblo
La Formación Cerro del Pueblo es una formación geológica del Cretácico Superior ubicada en Saltillo, la capital del estado de Coahuila en México. Esta formación se depositó en la parte meridional del antiguo subcontinente Laramidia.

## Historia
El Grupo Difunta, era conocido previamente como Formación Difunta, con un espesor de 4000 metros, donde se consideraba a Cerro del Pueblo como la Unidad A o "The first, gray-brown beds"; esto se postuló por Ralph W. Imlay en 1936.
Grover E. Murray y colaboradores reclasificaron en 1962 al Grupo Difunta y describieron siete nuevas formaciones. Cerro del Pueblo obtuvo su nombre como tal por una pequeña colina al noroeste de la ciudad de Saltillo. Sin embargo, estudios posteriores, determinaron que el estratotipo ya no es funcional en el estudio de esta formación, debido a la exposición de la zona con respecto a la urbe.
Consecuente al trabajo de Murray, el equipo de trabajo liderado por Earl F. McBread en 1974 redefiniría al Grupo Difunta, conservando la clasificación inicial de Murray y agregando formaciones nuevas así como una división del grupo entre dos cuencas sedimentarias: La Cuenca de Parras (donde se encuentra Cerro del Pueblo) y la Cuenca De La Popa.
Hasta la fecha, solo se conocen localidades con afloramientos de esta formación dentro del estado de Coahuila (aledaños a la Zona Metropolitana de Saltillo), entre ellas se encuentran: La Escondida (la cual figura como referencia principal de la formación), Rincón Colorado, Las Águilas, El Pantano, La Angostura, La Parrita, El Pellial, Presa San Antonio, entre otras. Sin embargo, presenta similitudes en la diversidad de fósiles y edad con diversas formaciones en el norte de México, Estados Unidos y Canadá, perteneciendo a uno de los ecosistemas más comunes de finales del periodo Cretácico.

## Edad
Cerro del Pueblo data de finales del Campaniano, hace 72,5 millones de años y se compone de rocas sedimentarias como lutitas y areniscas como litologías principales.
Pertenece al Grupo Difunta, el cual es una agrupación de formaciones que data desde el Cretácico Superior hasta el Paleógeno , donde figura como la primera capa del grupo en la cuenca sedimentaria de Parras, siendo la más antigua del grupo, junto con la Formación El Muerto, perteneciente al mismo grupo en la Cuenca De la Popa.

## Descripción
La formación demuestra un engrosamiento en dirección este a oeste, donde, la localidad La Escondida (situada en la ciudad de Saltillo) presenta un espesor de 162 metros, y la localidad Las Águilas (que se encuentra a 70 kilómetros de la ciudad ya mencionada, en la ciudad General Cepeda) ostenta un espesor máximo de 540 metros. Esto indica que la formación se depositó desde el oeste, lo que sugiere que la zona representará en el pasado una posible llanura aluvial, similar al delta del Río Nilo que desemboca en el Mar Mediterráneo. El registro de hallazgos de fósiles tanto marinos como terrestres en diversas secciones a lo largo de la formación complementa y fortalece la conclusión de los estudios anteriores.

## Importancia en México
Cerro del pueblo es una de las formaciones con mayor registro de macrofósiles, similares a los sedimentos de Norteamérica como Formación Aguja, Formación Dinosaur Park, Formación Judith River, entre otras, la cuáles tuvieron un papel principal en la época dorada de la paleontología a principios del siglo XX. Tiene preservaciones muy especiales, principalmente de la subfamilia de dinosaurios Hadrosauridae, conocidos vulgarmente como «pico de pato», y que son una de las áreas de estudio estelares en la paleontología mexicana por su gran distribución en el norte de México.

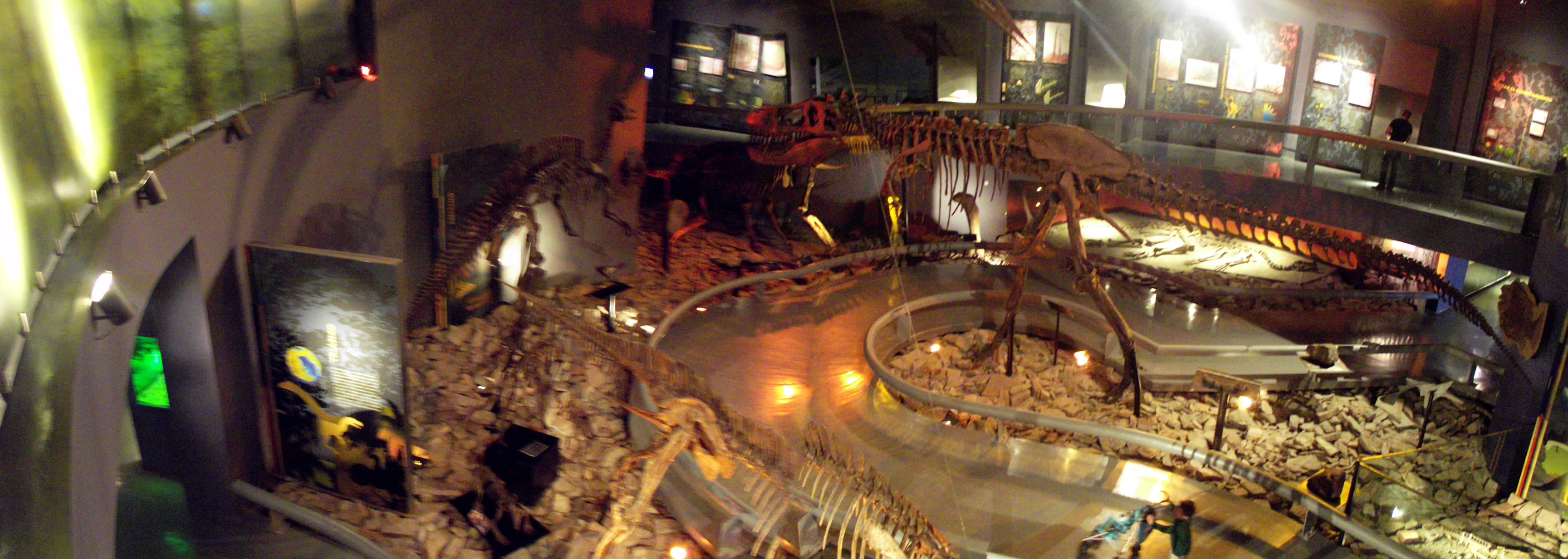
Pabellón I, Museo del Desierto. Aquí se encuentra una gran cantidad de elementos pertenecientes a la Formación Cerro del Pueblo.

Hay organizaciones que estudian concurrentemente esta formación, un ejemplo es el Instituto de Geología perteneciente a la Universidad Nacional Autónoma de México, quien lidera en ámbito nacional, la cuestión de preservación de fósiles a lo largo del país. Asimismo, la Facultad de Ciencias de la Tierra, perteneciente a la Universidad Autónoma de Nuevo León, participa en su estudio debido a la cercanía de la formación con el estado de Nuevo León. Finalmente, el Museo del Desierto, ubicado en la ciudad de Saltillo, tiene gran parte de su exposición enfocada al antiguo ecosistema de Cerro del Pueblo, e investigadores que laboran en estudio de dicha formación.

## Vertebrados Fósiles
| Simbología \| Taxon \| Taxón reclasificado \| Taxón falsamente reportado \| Taxón dudoso o sinónimo más moderno \| Icnotaxón \| Ootaxón \| |                     | Notas Los taxones inciertos están en texto pequeño; los taxones desacreditados están tachados. |                                     |           |         |
| Taxon | Taxón reclasificado | Taxón falsamente reportado                                                                     | Taxón dudoso o sinónimo más moderno | Icnotaxón | Ootaxón |

### Anfibios

#### Anura
| Anuros reportados en la Formación Cerro del Pueblo | Anuros reportados en la Formación Cerro del Pueblo | Anuros reportados en la Formación Cerro del Pueblo | Anuros reportados en la Formación Cerro del Pueblo | Anuros reportados en la Formación Cerro del Pueblo | Anuros reportados en la Formación Cerro del Pueblo                      | Anuros reportados en la Formación Cerro del Pueblo | Anuros reportados en la Formación Cerro del Pueblo |
| Género                                             | Especies                                           | Lugar                                              | Posición estratigráfica                            | Material                                           | Notas                                                                   | Imágenes                                           |                                                    |
| -------------------------------------------------- | -------------------------------------------------- | -------------------------------------------------- | -------------------------------------------------- | -------------------------------------------------- | ----------------------------------------------------------------------- | -------------------------------------------------- | -------------------------------------------------- |
| Anura indeterminado                                |                                                    | Coahuila                                           |                                                    | SEPCP 9/590, vértebra.                             | Existen más especímenes referidos del mismo sitio donde fue encontrado. |                                                    |                                                    |

#### Caudata
| Caudados reportados en la Formación Cerro del Pueblo | Caudados reportados en la Formación Cerro del Pueblo | Caudados reportados en la Formación Cerro del Pueblo | Caudados reportados en la Formación Cerro del Pueblo | Caudados reportados en la Formación Cerro del Pueblo | Caudados reportados en la Formación Cerro del Pueblo | Caudados reportados en la Formación Cerro del Pueblo | Caudados reportados en la Formación Cerro del Pueblo |
| Género                                               | Especies                                             | Lugar                                                | Posición estratigráfica                              | Material                                             | Notas                                                | Imágenes                                             |                                                      |
| ---------------------------------------------------- | ---------------------------------------------------- | ---------------------------------------------------- | ---------------------------------------------------- | ---------------------------------------------------- | ---------------------------------------------------- | ---------------------------------------------------- | ---------------------------------------------------- |
| Lisserpeton                                          | L. sp.                                               | Coahuila                                             |                                                      | SEPCP 9/741, vértebra dorsal aislada.                |                                                      |                                                      |                                                      |

### Mamíferos

#### Didelphimorphia
| Didelfimorfos reportados en la Formación Cerro del Pueblo | Didelfimorfos reportados en la Formación Cerro del Pueblo | Didelfimorfos reportados en la Formación Cerro del Pueblo | Didelfimorfos reportados en la Formación Cerro del Pueblo | Didelfimorfos reportados en la Formación Cerro del Pueblo | Didelfimorfos reportados en la Formación Cerro del Pueblo | Didelfimorfos reportados en la Formación Cerro del Pueblo | Didelfimorfos reportados en la Formación Cerro del Pueblo |
| Género                                                    | Especies                                                  | Lugar                                                     | Posición estratigráfica                                   | Material                                                  | Notas                                                     | Imágenes                                                  |                                                           |
| --------------------------------------------------------- | --------------------------------------------------------- | --------------------------------------------------------- | --------------------------------------------------------- | --------------------------------------------------------- | --------------------------------------------------------- | --------------------------------------------------------- | --------------------------------------------------------- |
| Pediomys                                                  | cf. P. elegans                                            | Coahuila                                                  |                                                           | SEPCP 9/716, dentario derecho.                            |                                                           |                                                           |                                                           |
| Turgidodon                                                | cf. T. russelli                                           | Coahuila                                                  |                                                           | SEPCP 9/715, dentario derecho.                            |                                                           |                                                           |                                                           |

#### Multituberculata
| Multituberculados reportados en la Formación Cerro del Pueblo | Multituberculados reportados en la Formación Cerro del Pueblo | Multituberculados reportados en la Formación Cerro del Pueblo | Multituberculados reportados en la Formación Cerro del Pueblo | Multituberculados reportados en la Formación Cerro del Pueblo | Multituberculados reportados en la Formación Cerro del Pueblo | Multituberculados reportados en la Formación Cerro del Pueblo | Multituberculados reportados en la Formación Cerro del Pueblo |
| Género                                                        | Especies                                                      | Lugar                                                         | Posición estratigráfica                                       | Material                                                      | Notas                                                         | Imágenes                                                      |                                                               |
| ------------------------------------------------------------- | ------------------------------------------------------------- | ------------------------------------------------------------- | ------------------------------------------------------------- | ------------------------------------------------------------- | ------------------------------------------------------------- | ------------------------------------------------------------- | ------------------------------------------------------------- |
| Cimolomyidae indeterminado                                    |                                                               | Coahuila                                                      |                                                               | SEPCP 9/585, diente aislado.                                  |                                                               |                                                               |                                                               |
| Taeniolabididae indeterminado                                 |                                                               | Coahuila                                                      |                                                               | SEPCP 47/377, fragmento del dentario izquierdo.               |                                                               |                                                               |                                                               |

### Reptiles

#### Crocodylomorpha
| Cocodrilomorfos reportados en la Formación Cerro del Pueblo | Cocodrilomorfos reportados en la Formación Cerro del Pueblo | Cocodrilomorfos reportados en la Formación Cerro del Pueblo | Cocodrilomorfos reportados en la Formación Cerro del Pueblo | Cocodrilomorfos reportados en la Formación Cerro del Pueblo | Cocodrilomorfos reportados en la Formación Cerro del Pueblo | Cocodrilomorfos reportados en la Formación Cerro del Pueblo | Cocodrilomorfos reportados en la Formación Cerro del Pueblo |
| Género                                                      | Especies                                                    | Lugar                                                       | Posición estratigráfica                                     | Material | Notas                                                       | Imágenes                                                    |                                                             |
| ----------------------------------------------------------- | ----------------------------------------------------------- | ----------------------------------------------------------- | ----------------------------------------------------------- | --- | ----------------------------------------------------------- | ----------------------------------------------------------- | ----------------------------------------------------------- |
| Brachychampsa                                               | B. montana                                                  | Coahuila                                                    |                                                             | SEPCP 1/654, huesos frontales del cráneo. SEPCP 1/724, SEPCP 9/731, SEPCP 9/594 y SEPCP 9/593, dientes del premaxilar. SEPCP 9/602 y SEPCP 9/603, escamas aisladas.   |                                                             |                                                             |                                                             |
| Eusuchia indeterminado                                      |                                                             | Coahuila                                                    |                                                             | IGM 7703, IGM 7704, IGM 7705, IGM 7706 y IGM 7707, vértebra cervical, fémur izquierdo fragmentado, osteodermo parcial, osteodermo subrectangular, y el hueso frontal. |                                                             |                                                             |                                                             |
| Goniopholididae indeterminado                               |                                                             | Coahuila                                                    |                                                             | IGM 7700, IGM 7701 y IGM 7702, corona dental, vértebras sacras y un osteodermo.                                                                                       |                                                             |                                                             |                                                             |

#### Dinosauria
| Ornitisquios reportados en la Formación Cerro del Pueblo | Ornitisquios reportados en la Formación Cerro del Pueblo | Ornitisquios reportados en la Formación Cerro del Pueblo | Ornitisquios reportados en la Formación Cerro del Pueblo | Ornitisquios reportados en la Formación Cerro del Pueblo | Ornitisquios reportados en la Formación Cerro del Pueblo | Ornitisquios reportados en la Formación Cerro del Pueblo | Ornitisquios reportados en la Formación Cerro del Pueblo |
| Género                                                   | Especies                                                 | Lugar                                                    | Posición estratigráfica                                  | Material | Notas | Imágenes                                                 |                                                          |
| -------------------------------------------------------- | -------------------------------------------------------- | -------------------------------------------------------- | -------------------------------------------------------- | --- | --- | -------------------------------------------------------- | -------------------------------------------------------- |
| Ankylosauridae indeterminado                             |                                                          | Coahuila                                                 |                                                          | BENC 1/4-0001 - 0004, osteodermos aislados. | Muestran similitudes con osteodermos pertenecientes al género Euplocephalus, sin embargo no hay suficientes pruebas para asignar el material a este taxón.           |                                                          |                                                          |
| Centrosaurinae indeterminado                             |                                                          | Coahuila                                                 | Parte media de la formación.                             | CPC-279, escamosal parcial. | |                                                          |                                                          |
| Ceratopsidae indeterminado                               |                                                          | Coahuila                                                 | Parte media de la formación.                             | CPC-278, orbital derecho junto al cuerno del supraorbital pertenecientes a un espécimen juvenil. | Posiblemente pueda representar un miembro de la familia Chasmosaurinae diferente a Coahuilaceratops.                                                                 |                                                          |                                                          |
| Chasmosaurinae indeterminado                             |                                                          | Coahuila                                                 |                                                          | Elementos del cráneo, vértebras y extremidades. Todos pertenecientes a colecciones privadas. | |                                                          |                                                          |
| Coahuilaceratops                                         | C. magnacuerna                                           | Coahuila                                                 | Parte media de la formación.                             | CPC-276, hueso rostral, premaxilar izquierdo, maxilar derecho, predentario derecho, ambo dentarios, nasales fusionados, cuernos supraorbitales fragmentarios, escamoso derecho, y material postcraneal sin preparar, todo de un espécimen adulto. CPC-277, dentario y predentario, pertenecientes a un ejemplar juvenil. | Primer ceratópsido mexicano con descripción formal. Existe material postcraneal conservado en colecciones privadas.                                                  |                                                          |                                                          |
| Gryposaurus                                              | G. sp.                                                   | Coahuila                                                 |                                                          | | Reclasificado a su propio género: Latirhinus. |                                                          |                                                          |
| Hadrosauridae indeterminado                              |                                                          | Coahuila                                                 |                                                          | Elementos postcarneales, en su mayoría no son diagnósticos y presentan un mal estado por la erosión. Asimismo, se han encontrado maxilares y dentarios que no han podido ser atribuidos a una clasificación inferior. | |                                                          |                                                          |
| cf. Kritosaurus                                          | cf. K. navajovius                                        | Coahuila                                                 |                                                          | IGM 6685, cráneo pracial representado por fragmentos del dentario, prendentario y premaxilar. | Relacionado con un saurolofino indeterminado popularmente llamado "Sabinosaurio" perteneciente a la Formación Olmos. Es probable que representen distintas especies. |                                                          |                                                          |
| Lambeosaurinae indeterminado                             |                                                          | Coahuila                                                 |                                                          | BENC 18/1-0001, cráneo parcial donde se incluyen caja craneana, ambos maxilares; vértebras cervicales, dorsales y caudales, espinas neurales, costillas, así como diversos elementos del esqueleto apendicular. | En ciertos trabajos, este espécimen aparece bajo la clave de colección BENC 18/1-0901.                                                                               |                                                          |                                                          |
| Latirhinus                                               | L. uitstlani                                             | Coahuila                                                 |                                                          | IGM 6583, esqueleto parcial con gran presencia de elementos postcraneales y únicamente parte del nasal derecho. | Principalmente relacionado con G. incurvimanus (Reclasificado como G. notabilis). Posiblemente sea un lambeosaurino.                                                 |                                                          |                                                          |
| Nodosauridae indeterminado                               |                                                          | Coahuila                                                 |                                                          | CPC-275, vértebra caudal. BENC 3/4-0001, diente. Asimismo, se tiene registro de osteodermos alojados en el Instituto Geológico Mexicano (IGM). | |                                                          |                                                          |
| Saurolophinae indeterminado                              |                                                          | Coahuila                                                 |                                                          | BENC 4/1-0001, caja craneana y molde natural del cerebro. Coah 1-2/1, dentario izquierdo, húmero derecho, extremo proximal de la ulna izquierda, radio izquierdo, fémur izquierdo y metatarsos. | |                                                          |                                                          |
| Velafrons                                                | V. coahuilensis                                          | Coahuila                                                 | Parte media de la formación.                             | CPC-59, ejemplar subadulto con la presencia de un cráneo parcial, incluyendo, premaxilar y maxilar derecho, jugal derecho, nasal, cuadrado, la mayor parte superior del cráneo, el dentario y diversos elementos postcraneales.                                                                                          | Primer dinosaurio con descripción formal de Coahuila. |                                                          |                                                          |

| Saurisquios reportados en la Formación Cerro del Pueblo | Saurisquios reportados en la Formación Cerro del Pueblo | Saurisquios reportados en la Formación Cerro del Pueblo | Saurisquios reportados en la Formación Cerro del Pueblo | Saurisquios reportados en la Formación Cerro del Pueblo | Saurisquios reportados en la Formación Cerro del Pueblo                                             | Saurisquios reportados en la Formación Cerro del Pueblo | Saurisquios reportados en la Formación Cerro del Pueblo |
| Género                                                  | Especies                                                | Lugar                                                   | Posición estratigráfica                                 | Material | Notas                                                                                               | Imágenes                                                |                                                         |
| ------------------------------------------------------- | ------------------------------------------------------- | ------------------------------------------------------- | ------------------------------------------------------- | --- | --------------------------------------------------------------------------------------------------- | ------------------------------------------------------- | ------------------------------------------------------- |
| cf. Dromaeosaurus                                       | cf. D. sp.                                              | Coahuila                                                |                                                         | SEPCP 47/745, SEPCP 9/644 y SEPCP 61/729, un par de dientes pertenecientes al dentario y una falange pedal ungueal.                                                                         | |                                                         |                                                         |
| Ornithomimidae sin nombrar de Saltillo                  |                                                         | Coahuila                                                |                                                         | SEPCP 16/237, esqueleto parcial incluyendo vértebras caudales, pubis derecho e izquierdo unidos, fémur derecho, y diversos elementos fragmentarios de tibia, peroné, metatarsos y falanges. | Nombrado como "Saltillomimus rapidus" (nomen ex dissertatione).                                     |                                                         |                                                         |
| Paraxenisaurus                                          | P. normalensis                                          | Coahuila                                                |                                                         | BENC 2/2-001, falanges proximales manuales, tarsos derechos parciales, pies derecho e izquierdo parciales.                                                                                  | Primer deinoquérido descrito en América del Norte.                                                  |                                                         |                                                         |
| cf. Richardoestesia                                     | cf. R. gilmorei                                         | Coahuila                                                |                                                         | SEPCP 47/777, diente aislado. | |                                                         |                                                         |
| cf. Saurornitholestes                                   | cf. S. sp.                                              | Coahuila                                                |                                                         | SEPCP 9/624, SEPCP 9/626 y SEPCP 9/700, dientes y una falange manual ungual. | |                                                         |                                                         |
| Tyrannosauridae indeterminado                           |                                                         | Coahuila                                                |                                                         | CPC-912/1–3, Un par de huesos huecos y 3 dientes asignados. SEPCP 47/742. SEPCP 9/702 y SEPCP 9/728, dientes aislados.                                                                      | |                                                         |                                                         |
| Troodontidae indeterminado                              |                                                         | Coahuila                                                |                                                         | IGM 7710, falange pedal. SEPCP 9/778, diente aislado. | El diente fue previamente asignado a Troodon sp. Posiblemente represente un nuevo género y especie. |                                                         |                                                         |

#### Plesiosauria
| Plesiosaurios reportados en la Formación Cerro del Pueblo | Plesiosaurios reportados en la Formación Cerro del Pueblo | Plesiosaurios reportados en la Formación Cerro del Pueblo | Plesiosaurios reportados en la Formación Cerro del Pueblo | Plesiosaurios reportados en la Formación Cerro del Pueblo | Plesiosaurios reportados en la Formación Cerro del Pueblo                                                      | Plesiosaurios reportados en la Formación Cerro del Pueblo | Plesiosaurios reportados en la Formación Cerro del Pueblo |
| Género                                                    | Especies                                                  | Lugar                                                     | Posición estratigráfica                                   | Material                                                  | Notas | Imágenes                                                  |                                                           |
| --------------------------------------------------------- | --------------------------------------------------------- | --------------------------------------------------------- | --------------------------------------------------------- | --------------------------------------------------------- | --- | --------------------------------------------------------- | --------------------------------------------------------- |
| Plesiosauria indeterminado                                |                                                           | Coahuila                                                  |                                                           | Huesos carpales.                                          | La diagnosis principal fue breve, argumentado que los restos pueden ser de un elasmosáurido o un policotílido. |                                                           |                                                           |

#### Pterosauria
| Pterosaurios de la Formación del Cerro del Pueblo | Pterosaurios de la Formación del Cerro del Pueblo | Pterosaurios de la Formación del Cerro del Pueblo | Pterosaurios de la Formación del Cerro del Pueblo | Pterosaurios de la Formación del Cerro del Pueblo                                                                                        | Pterosaurios de la Formación del Cerro del Pueblo | Pterosaurios de la Formación del Cerro del Pueblo | Pterosaurios de la Formación del Cerro del Pueblo |
| Género                                            | Especies                                          | Lugar                                             | Posición estratigráfica                           | Material | Notas | Imágenes                                          |                                                   |
| ------------------------------------------------- | ------------------------------------------------- | ------------------------------------------------- | ------------------------------------------------- | --- | --- | ------------------------------------------------- | ------------------------------------------------- |
| Pteraichnus                                       | P. sp.                                            | Coahuila                                          |                                                   | Diversas impresiones de manos y pies catalogadas dentro de la coeccion de la Secretaría de Educación Pública de Coahuila principalmente. | Muestras conservadas en el Dinosaur Tracks Museum, de la Universidad de Colorado, en Denver y en la Secretaría de Educación Pública de Coahuila, México. |                                                   |                                                   |

#### Squamata
| Escamosos reportados en la Formación Cerro del Pueblo | Escamosos reportados en la Formación Cerro del Pueblo | Escamosos reportados en la Formación Cerro del Pueblo | Escamosos reportados en la Formación Cerro del Pueblo | Escamosos reportados en la Formación Cerro del Pueblo                                                          | Escamosos reportados en la Formación Cerro del Pueblo | Escamosos reportados en la Formación Cerro del Pueblo | Escamosos reportados en la Formación Cerro del Pueblo |
| Género                                                | Especies                                              | Lugar                                                 | Posición estratigráfica                               | Material | Notas                                                 | Imágenes                                              |                                                       |
| ----------------------------------------------------- | ----------------------------------------------------- | ----------------------------------------------------- | ----------------------------------------------------- | --- | ----------------------------------------------------- | ----------------------------------------------------- | ----------------------------------------------------- |
| Clidastes                                             | C. sp.                                                | Coahuila                                              |                                                       | No se menciona.                                                                                                | Un mosasáurido.                                       |                                                       |                                                       |
| "Coniophis"                                           | C. sp.                                                | Coahuila                                              |                                                       | SEPCP 18/201, una vértebra aislada.                                                                            | Un escamoso cercano a las serpientes modernas.        |                                                       |                                                       |
| Odaxosaurus                                           | O. n. sp.                                             | Coahuila                                              |                                                       | SEPCP 9/714, dentario derecho fragmentado. SEPCP 9/640 y SEPCP 9/641, osteodermos aislados                     | Un lagarto ánguido.                                   |                                                       |                                                       |
| Palaeosaniwa                                          | cf. P. canadensis                                     | Coahuila                                              |                                                       | SEPCP 9/645, humero derecho. SEPCP 9/633 y SEPCP 9/634, vértebras.                                             | Un lagarto varanoide varánido.                        |                                                       |                                                       |
| Paraderma                                             | cf. P. bogerti                                        | Coahuila                                              |                                                       | SEPCP 9/631, vértebra dorsal.                                                                                  | Un lagarto helodermátido.                             |                                                       |                                                       |
| Parasaniwa                                            | cf. P. wyomingensis                                   | Coahuila                                              |                                                       | SEPCP 9/582, dentario derecho con un diente marginal preservado. SEPCP 9/717 y SEPCP 9/718, vértebras dorsales | Un lagarto varaniode necrosáurido.                    |                                                       |                                                       |
| Peneteius                                             | cf. P. aquilonious                                    | Coahuila                                              |                                                       | SEPCP 9/739, fragmento de maxilar con un diente preservado.                                                    | Un lagarto teíido.                                    |                                                       |                                                       |

#### Testudines
| Tortugas de la Formación Cerro del Pueblo | Tortugas de la Formación Cerro del Pueblo | Tortugas de la Formación Cerro del Pueblo | Tortugas de la Formación Cerro del Pueblo | Tortugas de la Formación Cerro del Pueblo                                                                                              | Tortugas de la Formación Cerro del Pueblo | Tortugas de la Formación Cerro del Pueblo | Tortugas de la Formación Cerro del Pueblo |
| Género                                    | Especies                                  | Lugar                                     | Posición estratigráfica                   | Material | Notas | Imágenes                                  |                                           |
| ----------------------------------------- | ----------------------------------------- | ----------------------------------------- | ----------------------------------------- | --- | --- | ----------------------------------------- | ----------------------------------------- |
| Adocus                                    | A. sp                                     | Coahuila                                  |                                           | SEPCP 61/487 y SEPCP 61/489, dos placas periferales.                                                                                   | |                                           |                                           |
| Protochelydra                             | cf. P. sp.                                | Coahuila                                  |                                           | IGM 7671 - 7674, cuatro placas periferales.                                                                                            | |                                           |                                           |
| Compsemys                                 | C. victa                                  | Coahuila                                  |                                           | IGM 7695 - 7699, dos placas neurales, dos placas costales y un fragmento del hipoplastrón.                                             | |                                           |                                           |
| Euclastes                                 | E. coahuilaensis                          | Coahuila                                  |                                           | | Reclasificado a su propio género: Mexichelys |                                           |                                           |
| Hoplochelys                               | H. sp                                     | Coahuila                                  |                                           | IGM 7675 - 7683, ocho neruales completos, 2 costales, y fragmentos del periferal y del plastrón.                                       | |                                           |                                           |
| Kinosternidae indeterminado               |                                           | Coahuila                                  |                                           | IGM 7684 - 7694, una placa neural, cuatro costales, nueve periferales, dos pigales y cinco fragmentos del plastrón.                    | |                                           |                                           |
| Mexichelys                                | M. coahuilaensis                          | Coahuila                                  |                                           | CPC-257 (SEPCP 9/721), cráneo aislado bien preservado. También fueron encontrados numerosos cráneos, así como elementos del caparazón. | |                                           |                                           |
| Neurankylus                               | N. sp                                     | Coahuila                                  |                                           | Número indeterminado de periferales; no se menciona la colección.                                                                      | |                                           |                                           |
| Pleurodira indeterminado                  |                                           | Coahuila                                  |                                           | SEPCP 9/481, caparazón. (Espécimen 1) SEPCP 61/482 y SEPCP 61/483, fragmentos de caparazón. (Espécimen 2)                              | Los restos están relacionados con los géneros Chedighaii y Bothremys, y se diferencian claramente uno del otro, por lo tanto, dos géneros de Pleurodira estarían coexistiendo. Sin embargo, no son lo suficiente diagnósticos para determinar. |                                           |                                           |
| Trionychidae indeterminado                |                                           | Coahuila                                  |                                           | IGM 7665 - 7670, tres pacas neurales, tres placas costales, fragmentos del caparazón y plastrón y fémur derecho fragmentario.          | |                                           |                                           |
| Yelmochelys                               | Y. rosarioae                              | Coahuila                                  |                                           | CPC 278, un plastrón parcial el cual preserva el entoplastrón, y fragmentos del hyoplastrón como hypoplastrón.                         | |                                           |                                           |